# Svenja Enning
Svenja Enning (* 24. Oktober 1999) ist eine deutsche Volleyballspielerin.

## Karriere
Enning spielte in ihrer Jugend Volleyball in Münster beim Pascal-Gymnasium und beim USC, bei dem sie von 2015 bis 2017 mit der zweiten Mannschaft in der zweiten Bundesliga Nord spielte. In der Saison 2017/18 war sie beim Ligakonkurrenten Stralsunder Wildcats aktiv. 2018 kehrte die Zuspielerin nach Münster zurück und spielte eine Saison im Bundesliga-Team des USC. Danach kehrte sie zurück nach Stralsund. Seit der 2022 läuft sie für die BayerVolleys Leverkusen auf, mit der sie 2023 in die 2. Bundesliga Pro hochrückte. Außerdem gewann sie 2023 mit Leverkusen die Deutsche Meisterschaft der Frauen im Sitzvolleyball.